# Berggids

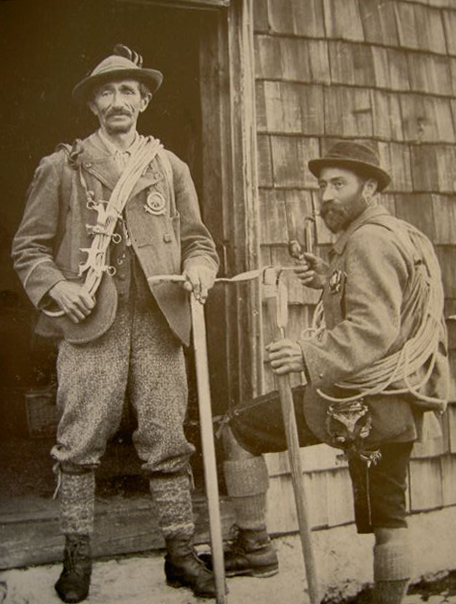
De Oostenrijkse berggidsen Anselm Klotz (links) and Josef Frey (rechts), 19e eeuw

Een berggids is iemand die mensen in het hooggebergte gidst. Een berggids heeft een opleiding gevolgd volgens de normen van de Union Internationale des Associations de Guides de Montagnes (UIAGM). Een berggids is in staat klim-, zekerings- en reddingstechnieken uit te voeren. Berggidsen zijn opgeleid in weerkunde, lawinekunde, touwtechnieken, reddingstechnieken, gidstechnieken, groepspsychologie, skitechniek en klimtechniek.
Een berggids kan ingehuurd worden voor het beklimmen van een bepaalde berg of voor een bergtocht. Zij geven ook cursussen.
Mensen die als commerciële gids werken zonder berggidsstatus van de UIAGM zijn in de Alpenlanden strafbaar (binnen verenigingskader en slechts onder betaling van onkostenvergoedingen hoeft dit niet). Er waren in 2016 slechts 8 Nederlandse berggidsen met de UIAGM-status:
- Edward Bekker (Duitse opleiding)
- Robert Steenmeijer (Oostenrijkse opleiding)
- Martijn Schell (Duitse opleiding)
- Stefan Buis (Duitse opleiding)
- Jelle Staleman (Oostenrijkse opleiding)
- Roeland van Oss (Duitse opleiding)
- Boris Textor (Oostenrijkse opleiding)
- Michiel Engelsman (Oostenrijkse opleiding)

Tijdens de Tweede Wereldoorlog waren veel heldhaftige berggidsen actief met het ondersteunen van vluchtelingen voor het nazi-regime. Ze riskeerden hun leven met hen te begeleiden om de grens naar neutraal gebied over te steken. In Col de Portet d'Aspet is een monument voor deze gidsen (passeurs) opgericht.